# Élections municipales de 2008 à Bordeaux
Le 9 mars 2008, Alain Juppé est élu maire de Bordeaux lors du premier tour de l'élection municipale face à Alain Rousset, président du conseil régional d'Aquitaine et ancien maire de Pessac.

## Contexte
Le 1er décembre 2004, Alain Juppé, alors maire de Bordeaux depuis le 18 juin 1995, est condamné par le tribunal de Nanterre à un an d'inéligibilité, ce qui le pousse à la démission. Hugues Martin, son adjoint, lui succède alors à la mairie, pour le temps de la peine. 
Lorsque l'ancien maire rentre du Québec, le conseil municipal d'Hugues Martin démissionne pour provoquer des élections anticipées. Alain Juppé est élu dès le premier tour le 8 octobre 2006 à la mairie de Bordeaux avec 56,24 % des suffrages exprimés, contre Jacques Respaud, son adversaire.
| Inscrits                 | Inscrits                 | Inscrits                 | 120 788   |             |  |  |
| Abstentions              | Abstentions              | Abstentions              | 66 650    | 55,18 %     |  |  |
| Votants                  | Votants                  | Votants                  | 54 138    | 44,82 %     |  |  |
|                          |                          |                          |           |             |  |  |
| Bulletins enregistrés    | Bulletins enregistrés    | Bulletins enregistrés    | 54 138    |             |  |  |
| Bulletins blancs ou nuls | Bulletins blancs ou nuls | Bulletins blancs ou nuls | 964       | 1,78 %      |  |  |
| Suffrages exprimés       | Suffrages exprimés       | Suffrages exprimés       | 53 174    | 98,22 %     |  |  |
|                          |                          |                          |           |             |  |  |
|                          | Candidat                 | Parti                    | Suffrages | Pourcentage |  |  |
|                          | Alain Juppé              | UMP                      | 29 907    | 56,24 %     |  |  |
|                          | Jacques Respaud          | PS                       | 13 402    | 25,2 %      |  |  |
|                          | Pierre Hurmic            | Les Verts                | 5 479     | 10,3 %      |  |  |
|                          | Jacques Colombier        | FN                       | 3 268     | 6,15 %      |  |  |
|                          | Emmanuel Bichindaritz    | LCR                      | 1 118     | 2,1 %       |  |  |

## Résultats des élections de 2008
- Maire sortant : Alain Juppé (UMP)
- 61 sièges à pourvoir

|                           | Alain Juppé *         | UMP-UDI-MoDem  | 46 087  | 56,62  | 50 |  |  |
| Avec chaque bordelais !   |                       |                | 46 087  | 56,62  | 50 |  |  |
|                           | Alain Rousset         | PS-EELV        | 27 790  | 34,14  | 11 |  |  |
| Liste d'union des Gauches |                       |                | 27 790  | 34,14  | 11 |  |  |
|                           | Emmanuel Bichindaritz | LCR            | 2 484   | 3,05   |    |  |  |
| Ensemble Bordeaux 100% !  |                       |                | 2 484   | 3,05   |    |  |  |
|                           | Jacques Colombier     | FN             | 2 111   | 2,59   |    |  |  |
| Bordeaux d'abord !        |                       |                | 2 111   | 2,59   |    |  |  |
|                           | Marc Vanhove          | DVG            | 1 201   | 1,48   |    |  |  |
| Alliance citoyenne        |                       |                | 1 201   | 1,48   |    |  |  |
|                           | Adrien Bonnet         | DVD            | 1 144   | 1,41   |    |  |  |
| Une chance pour chacun    |                       |                | 1 144   | 1,41   |    |  |  |
|                           | Denis Lacoste         | LO             | 502     | 0,62   |    |  |  |
| Lutte ouvrière            |                       |                | 502     | 0,62   |    |  |  |
|                           | Mohamed Akrout        | SE             | 77      | 0,09   |    |  |  |
| Bordeaux en action        |                       |                | 77      | 0,09   |    |  |  |
|                           |                       |                |         |        |    |  |  |
| Inscrits                  | Inscrits              | Inscrits       | 133 774 | 100,00 |    |  |  |
| Abstentions               | Abstentions           | Abstentions    | 51 240  | 38,30  |    |  |  |
| Votants                   | Votants               | Votants        | 82 534  | 61,70  |    |  |  |
| Blancs et nuls            | Blancs et nuls        | Blancs et nuls | 1 138   | 0,85   |    |  |  |
| Exprimés                  | Exprimés              | Exprimés       | 81 396  | 60,85  |    |  |  |
| * Liste du maire sortant  |                       |                |         |        |    |  |  |